# Patricia Vázquez del Mercado Herrera
Patricia Gabriela Vázquez del Mercado Herrera es una pedagoga mexicana especializada en educación pública. 

## Formación académica
Es licenciada en Pedagogía por la Universidad Panamericana, cuenta con estudios de Maestría en Políticas Públicas Comparadas en la Facultad Latinoamericana de Ciencias Sociales (FLACSO) y otra maestría en Política Educativa Internacional en la Escuela de Graduados de la Universidad de Harvard.

## Trayectoria
Colaboró en la Coordinación de Información Educativa en el Instituto Latinoamericano de Coordinación Educativa (2005 a 2007). Ha sido asesora en el desarrollo de proyectos de investigación con organismos internacionales relacionados con Educación Comparada y Aprendizaje a Lo Largo de la Vida, en la Universidad Panamericana (2008 a 2009). 
En la FLACSO (2009 a 2011), se desempeñó como Coordinadora General del Programa de Formación para el Programa de Escuelas de Tiempo Completo y como Coordinadora Regional del Curso sobre Política Latinoamericana.
Ha laborado como Consultora Educativa independiente en el Centro de investigación y de Estudios Avanzados del Instituto Politécnico Nacional (2010); como Asesora Académica en SUMA por la Educación, A.C. (2008-2010); y como Asesora Académica en México SOS Sistema de Observación para la Seguridad Ciudadana (2010), entre otras asociaciones. Trabaja y apoya en las iniciativas relacionadas con mujeres en la ciencia.
En septiembre de 2018 fue nombrada Embajadora del Aprendizaje a través del Juego en México por LEGO Foundation.  Formó parte del patronato de Fundación Becar I.A.P. y de Casa del Sol. 
Oupó el cargo de  Directora Ejecutiva de Fundación JUCONI  en la ciudad de Puebla. Actualmente dirige, como Presidenta Ejecutiva, Mexicanos Primero,  organización nacional de la sociedad civil que impulsa la mejora de las políticas educativas en México para garantizar que todas las niñas, niños, adolescentes y jóvenes estén, aprendan y participen en la escuela para y así cumplir el derecho a la educación de cada una y uno de ellos. 

## Sector Público
Fue Secretaria de Educación Pública de Puebla (SEPP) en el periodo 2015 a 2018. En esa misma dependencia se desempeñó como Subsecretaria de Educación Media Superior y Encargada de Despacho de la Subsecretaría de Educación Básica (2014); directora general de Proyectos Especiales en la Subsecretaría de Educación Media Superior (2012 a 2014) y directora general de Innovación Educativa y Nuevas Tecnologías en la Subsecretaría de Planeación, Evaluación e Innovación Educativa (2011 a 2012).
Durante su gestión en Puebla, implementó el Consejo Estatal para la Planeación y Programación de la Educación Media Superior, el desarrollo de proyectos estatales y programas internacionales con el Banco Interamericano de Desarrollo (BID), la Organización para la Cooperación y el Desarrollo Económicos (OCDE), la Organización de Estados Iberoamericanos para la Educación, la Ciencia y la Cultura (OEI), además de la puesta en marcha de lineamientos para la innovación y el uso de la tecnología en el aula para la educación básica y media superior.
Impulsó el Modelo Educativo Poblano conocido como APA -Asistencia, Permanencia y Aprendizaje-, el cual ha contribuido a la prevención del abandono escolar y por el que la entidad obtuvo el Primer Lugar Nacional en Mejora de la Gestión Educativa, otorgado por el Gobierno Federal. También promovió el Programa de Atención Intensiva (PAI), que permite a niñas y niños de segundo grado de primaria con mayores necesidades académicas, fortalecer sus habilidades de matemáticas básicas, lectura y escritura. A su paso por la dependencia, el estado mantuvo por tres años consecutivos el primer lugar nacional en desempeño académico en el examen del Plan Nacional para la Evaluación de los Aprendizajes (PLANEA) en el nivel medio superior.
Con organismos como la UNICEF, promovió iniciativas para la enseñanza de las ciencias con perspectiva de género desde el nivel preescolar, la vinculación de alumnas poblanas de nivel medio superior con el programa “Mujeres en STEM, Futuras Líderes” de la U.S.-Mexico Foundation (USMF), y la participación femenina en escuderías para participar en la competencia internacional F1 in Schools.

## INEE
En mayo de 2018 fue nombrada por el Senado de la República consejera de la Junta de Gobierno del Instituto Nacional para la Evaluación de la Educación (INEE).

## Publicaciones recientes

### Publicaciones y artículos académicos
- Instituto Nacional para la Evaluación de la Educación (INEE) (2018). Agenda 2030 para el desarrollo sostenible en educación: retos y prospectiva (enlace roto disponible en Internet Archive; véase el historial, la primera versión y la última).. En Gaceta de la Política Nacional de Evaluación Educativa 4 (12) Noviembre-febrero. Ciudad de México.
- La Jornada, Suplemento Evaluación Educativa (INEE), Año 1, Edición 11, 14 de noviembre de 2018, Observadores Imparciales de la Educación: Los Institutos Latinoamericanos de Evaluación Educativa garantizan la equidad y la justicia (enlace roto disponible en Internet Archive; véase el historial, la primera versión y la última).. Bracho T. y Vázquez del Mercado P.
- Network for International Policies and Cooperation in Education and Training (NORRAG) (2018). Los retos de la formulación de una política pública educativa en el marco de la Agenda 2030: Actuar en lo concreto, impactar en lo global. Monitoreo global del desarrollo educativo nacional: ¿coercitivo o constructivo? Génova, Suiza. En proceso de publicación.
- Plataforma para la Construcción de Redes Latinoamericanas en Educación (2009): Cómo promover una educación para el 0desarrollo sustentable, publicado en Diálogos en la Educación.
- Facultad Latinoamericana de Ciencias Sociales (FLACSO) (2009). Curso Básico en Gestión y Desarrollo Educativa en las Escuelas de Tiempo Completo, publicado en Cuaderno del Trabajo de la Facultad Latinoamericana de Ciencias Sociales, Sede Académica México.